# Ritratto del duca di Wellington
Il ritratto del duca di Wellington  è un dipinto a olio su tavola (64,3x52,4 cm) del pittore spagnolo Francisco Goya, realizzato tra il 1812 e il 1814 e conservato alla National Gallery di Londra. Raffigura il generale britannico Arthur Wellesley, I duca di Wellington, durante il periodo della guerra d'indipendenza spagnola. Si tratta di uno dei tre ritratti che Goya dipinse per Wellington e fu iniziato nell'agosto del 1812, dopo l'ingresso del generale a Madrid, mostrandolo come un conte in uniforme tutta rossa e con indosso la medaglia dell'impresa militare nella penisola iberica. Goya lo modificò poi nel 1814 per mostrare il generale in alta uniforme con risvolti intrecciati in oro nero e per aggiungere l'Ordine del Toson d'oro e la Croce d'Oro Militare con tre fermagli, decorazioni che Wellington aveva ricevuto nel frattempo.

## Descrizione
Il dipinto è stato probabilmente realizzato dal vivo, quando Wellington entrò in Madrid, ed è dipinto ad olio su tavola di mogano. Sebbene sia un generale vittorioso, quello raffigurato da Goya sembra stanco della lunga campagna, dopo aver ottenuto la vittoria definitiva nella battaglia di Salamanca il 22 luglio 1812 e prima di entrare trionfalmente a Madrid il 12 agosto 1812. Il ritratto a mezzo busto mostra il soggetto di tre-quarti, rivolto alla sua destra, con la testa leggermente girata a sinistra, verso lo spettatore. È in piedi, con la testa alta, forse per contrastare la sua statura relativamente modesta.
Il volto è dipinto con cura, ma gran parte del dipinto è stato eseguito rapidamente, con grande energia, con le insegne e decorazioni militari delineati con poche pennellate. In alcune aree, come gli occhi e la bocca, il fondo marrone rimane visibile per creare un contrasto più forte tra le aree chiare e scure della vernice.
L'uniforme porta le insegne di diversi ordini militari. Sul petto a sinistra sono presenti tre decorazioni: l'Ordine britannico del Bagno (in alto, assegnato nel 1804), l'Ordine portoghese della Torre e della Spada (in basso a sinistra, assegnato nel 1811) e l'Ordine spagnolo di San Fernando (in basso a destra, assegnato nel 1812). Indossa due larghe fasce sopra la spalla destra: la fascia rosa dell'Ordine di Bath sopra la fascia blu dell'Ordine della Torre e della Spada. Al collo porta l'Ordine del Toson d'Oro (assegnato nell'agosto 1812) su un nastro rosso, la Croce d'Oro Militare giace più in basso su nastri rosa e blu più lunghi. Wellington aveva diritto a tutti e nove i fermagli d'oro della Croce d'oro militare, ma ne vengono mostrati solo tre, forse a significare le battaglie combattute, prima che il dipinto fosse iniziato nell'estate del 1812.
Sempre nel 1812 Goya completò anche un disegno in carboncino di Wellington, ora conservato al British Museum, e un grande ritratto equestre su tela del duca di Wellington, che fu esposto alla Real Academia de Bellas Artes de San Fernando a Madrid nel settembre 1812 ed è ora ad Apsley House. L'analisi ai raggi X eseguita nel 1960 ha mostrato che il ritratto equestre presenta la testa di Wellington aggiunta ad un corpo dipinto in precedenza, forse Manuel Godoy o Giuseppe Bonaparte.

## Furto
Il 21 agosto 1961, diciannove giorni dopo essere stato esposto alla National Gallery, il ritratto fu rubato da un autista di autobus di nome Kempton Bunton. Quattro anni dopo il furto, Bunton contattò un giornale e, tramite un deposito bagagli presso la stazione ferroviaria di Birmingham New Street, restituì volontariamente il dipinto. Bunton confessò nel luglio 1965 di aver preso il dipinto e la sua cornice. A seguito di un processo  Bunton fu ritenuto non colpevole di aver rubato il dipinto, ma colpevole di aver rubato la cornice.

## Nella cultura di massa
Il furto è entrato nella cultura popolare, tanto da essere menzionato anche nel film del 1962 Agente 007 - Licenza di uccidere, primo film della serie di James Bond. Nel film, il dipinto era esposto nel rifugio segreto del dottor Julius No, suggerendo che il primo cattivo di Bond aveva rubato l'opera. L'oggetto di scena dipinto da Ken Adam è stato utilizzato nella promozione del film ed è stato successivamente rubato.
Il colpo è stato poi oggetto del dramma radiofonico Kempton and the Duke ("Kempton e il Duca"), trasmesso dalla BBC il 4 ottobre 2015.
La storia del furto e del successivo processo di Bunton è stata quindi liberamente raccontata nel film Il ritratto del duca, diretto da Roger Michell e interpretato da Jim Broadbent e Helen Mirren, uscito nei cinema nel 2022.